# Taphroscelidia linearis
Taphroscelidia linearis is een keversoort uit de familie Passandridae. De wetenschappelijke naam van de soort is voor het eerst geldig gepubliceerd in 1863 door Leconte.